# Броселіанд

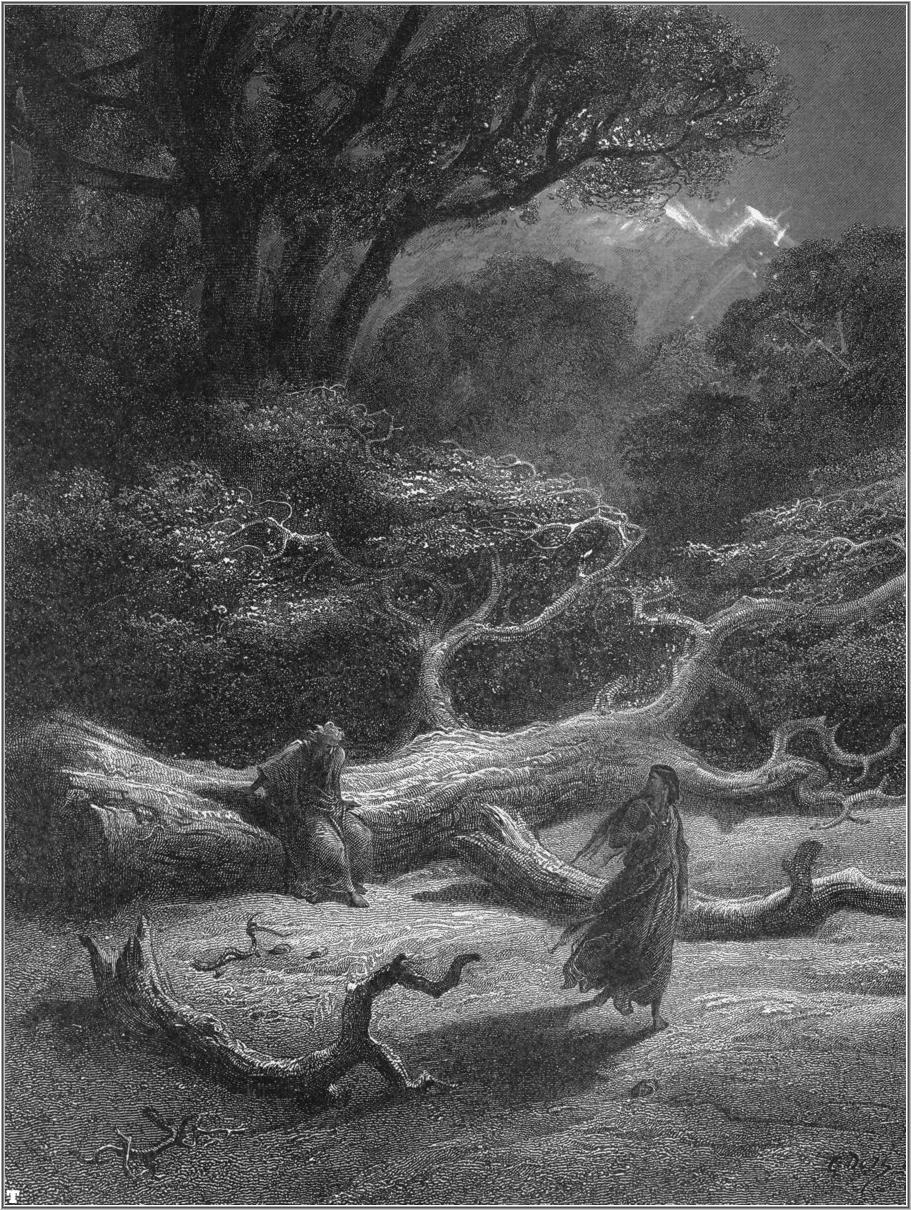
Мерлін і Вівіан у Брокеленді. Ілюстрація Гюстава Доре до "Королівських ідилій" (1868 рік)

Броселіанд (фр. Brocéliande, ін. Brécheliant, Brécilien) - легендарний зачарований ліс,що мав репутацію у середньовічній європейській культурі, як місце магії та таємниць. Броселіанд представлений у кількох середньовічних текстах, здебільшого пов’язаних з артурівською легендою та персонами Мерліна, Моргани, Володарки Озера та деяких лицарів круглого столу. Вперше з’явився в літературі в літописі Роман де Роу нормандського поета Васа у 1160 році. Сьогодні найчастіше ідентифікується як ліс Паймпонт у Бретані, Франція.
Броселіанд - це легендарне місце, через його невизначене місце розташування, незвичну погоду та зв’язки з міфологією Артура, та особливо "могилою Мерліна". Вважається, що в лісі розташована Долина без вороття, що прихистила чарівницю Моргану, фонтан фей і місце, де залишився Мерлін на спочинку, в ув'язненні або після смерті.

## У Артурівських легендах

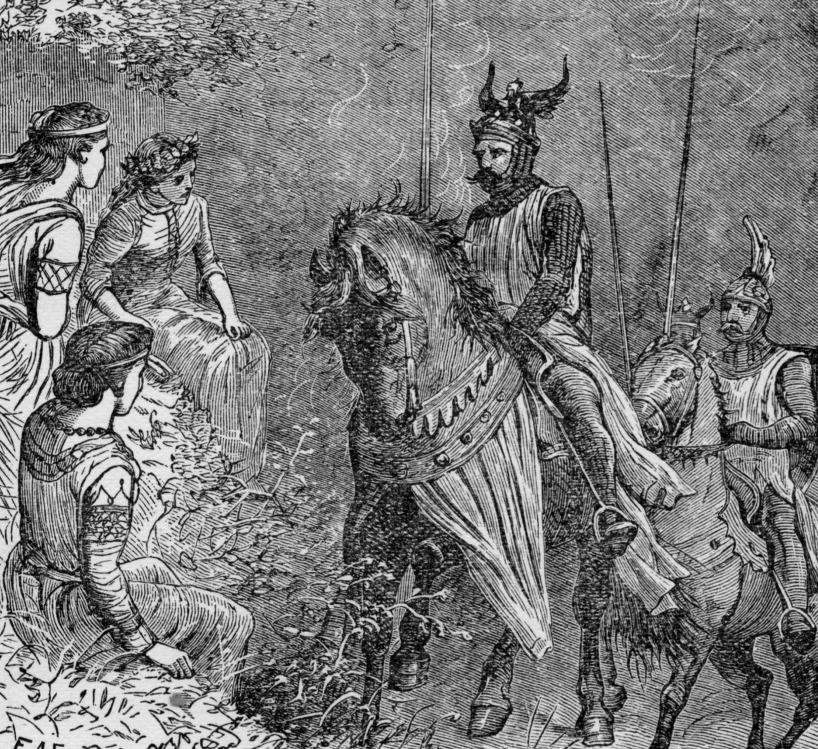
Діви біля фонтану, ілюстрація Ф. Фрейзера до книги "Король Артур та його лицарі круглого столу" (1912 рік)

У 1170-х роках Кретьєн де Труа згадує ліс Броселіанд у своєму артурському романі "Івейн, або Лицар з левом". Перебуваючи в Броселіанді, Івейн виливає воду з джерела в камінь, викликаючи сильний шторм. Це, в свою чергу, викликає лицаря Ескладоса ле Роса, який захищає ліс.  

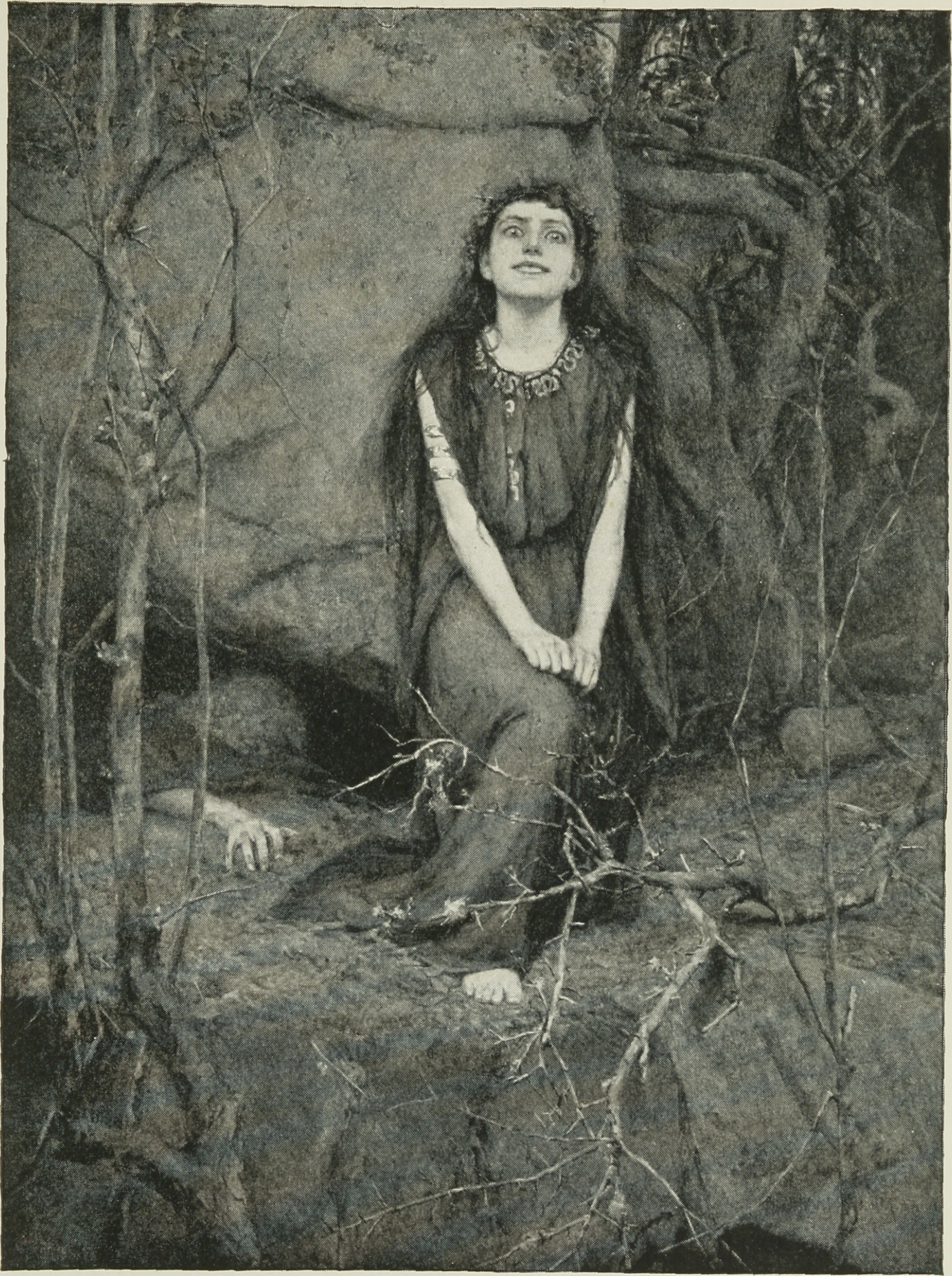
Мерлін і Вів'єн Генрі Мейнелла Рема (1895 рік)

Наприкінці 12-го або на початку 13-го століття Роберт де Борон вперше пов’язує постать Мерліна з Броселіандом у поемі "Мерлін". Він також представлений у кількох епізодах прозових творів та продовжень поеми "Ланселот-Грааль" ("Цикл Вульгати"), особливо в оповіданнях "Мерлін" та "Володарка Озера". Пізніше, за творами, Морган ле Фей підстерігає багато невірних лицарів в її Долині без вороття в Броселіанді, поки вони не будуть звільнені Ланселотом.
У "Жауфре", артурському романі невідомого авторства, складеному в Каталонії, ліс Броселіанд знаходиться недалеко від палацу короля Артура та млина, де Артур бореться з дивною твариною, схожою на бика. Датування "Жауфре" спірне, і, ймовірно, цей твір було створено ще в 1183 році. За іншими версіями у 1225–1228 роках.  Пізніше Броселіанд також виступає в контексті лицарів в алегоричній поемі Хуона де Мері, а також в інших текстах, де він є місцем казкового замку Моргани. 

## Зовнішні посилання
- Broceliande | Проект "Камелот" [Архівовано 19 травня 2021 у Wayback Machine.]
- Encyclopédie de Brocéliande [Архівовано 12 травня 2021 у Wayback Machine.] (in French)